# Pepé Le Pew
Pepé LePew este un personaj fictiv de desene animate al studiourilor: Warner Brothers, Looney Tunes și Merrie Melodies, introdus în 1945. Pepé este un sconcs francez și elegant, care întotdeauna se plimbă prin Paris primăvara, când toată lumea este îndrăgostită. Pepé este stereotipul francez, în timp ce Speedy Gonzales este cel mexican.
Pepé și-a făcut debutul în desenul animat "Odor-able Kitty". În diversele sale desene, Pepé a fost văzut fugărind o pisică neagră (numită Penelope), care are o linie albă pictată pe spate de la un anumit accident și de aceea, Pepé crede că ea este sconcs.
Pepé a fost creat de Chuck Jones.

## Scurt-metraje cu Pepé LePew
Regizate de Chuck Jones, celelalte fiind indicate:
| Titlu                     | Anul difuzării | Comentariu                                                                                                 |
| ------------------------- | -------------- | --- |
| Odor-Able Kitty           | 1945           | Singura apariție a soției lui Pepé LePew.                                                                  |
| Fair and Worm-er          | 1946           | apariție scurtă; sconcsul de aici probabil e Pepé                                                          |
| Scent-imental Over You    | 1947           | singura dată când Pepé fugărește un câine, în loc de pisică                                                |
| Odor of the Day           | 1948           | singurul desen unde Pepé nu este nici „îndrăgostitul”, nici nu are accent francez; regizat de Arthur Davis |
| For Scent-imental Reasons | 1949           | Premiul "Oscar" pentru cel mai bun scurtmetraj de animație                                                 |
| Scentimental Romeo        | 1951           | – |
| Little Beau Pepé          | 1952           | – |
| Wild Over You             | 1953           | – |
| Dog Pounded               | 1954           | cameo într-un desen cu Sylvester și Tweety, regizat de Friz Freleng                                        |
| The Cat's Bah             | 1954           | – |
| Past Perfumance           | 1955           | – |
| Two Scent's Worth         | 1955           | – |
| Heaven Scent              | 1956           | – |
| Touché and Go             | 1957           | – |
| Really Scent              | 1959           | regizat de Abe Levitow cu animatorii lui Jones                                                             |
| Who Scent You ?           | 1960           | – |
| A Scent of the Matterhorn | 1961           | personaj jucat de M. Charl Jones                                                                           |
| Louvre, Come Back to Me ! | 1962           | – |

## Legături externe
- Pepé Le Pew la Internet Movie Database
- LooneyTunes.com